# ウォーレス・ブロッカー
ウォーレス・ブロッカー（Wallace Smith Broecker ("Wally")、1931年11月29日 - 2019年2月18日）は、アメリカ合衆国の地球化学者である。熱と塩分により決定される海水の密度による地球規模の海洋循環である熱塩循環について1980年代に発表したことで知られる。
1975年に、『Climate Change: Are we on the Brink of a Pronounced Global Warming?』という論文を発表し、地球温暖化（Global Warming）という用語を一般的な物とした。
シカゴに生まれた。コロンビア大学で学んだ。1959年にコロンビア大学の助教授、1964年に教授となった。コロンビア大学の Lamont 地質学観測所で Maurice Ewing と Walter Bucher と共に働いた。海水中や深海底の物質に含まれる放射性炭素同位体を測定する技術を開発し、海洋中の二酸化炭素の挙動について研究し気候変動のメカニズムについて明らかにした。

## 受賞歴
- 1979年： Maurice W. Ewing Medal（アメリカ地球物理学連合）
- 1984年： アーサー・L・デイ・メダル（アメリカ地質学会）
- 1985年： A.G. Huntsman Award for Excellence in the Marine Sciences （A.G. Huntsman財団）
- 1986年： アレキザンダー・アガシー・メダル（全米科学アカデミー）
- 1986年： Urey Medal, European Geophysical Union
- 1987年： ヴィクトール・モーリッツ・ゴルトシュミット賞（国際地球化学会）
- 1987年： Vetlesen Award, G. Unger Vetlesen Foundation, New York
- 1990年： Joseph Priestly Award, Dickinson College
- 1990年： ウォラストン・メダル（ロンドン地質学会）
- 1995年： Roger Revelle Medal（アメリカ地球物理学連合）
- 1996年： ブループラネット賞（旭硝子財団）
- 1996年： アメリカ国家科学賞
- 1997年： Oak Park-River Forest High School’s Tradition of Excellence Award
- 1999年： Nevada Medal, U.S. Desert Research Institute
- 2000年： Don J. Easterbrook Distinguished Scientist Award（アメリカ地質学会）
- 2002年： アーサー・L・デイ賞（全米科学アカデミー）
- 2002年： タイラー賞 (南カリフォルニア大学)
- 2006年： クラフォード賞（スウェーデン王立科学アカデミー）
- 2008年： バルザン賞（バルザン財団）、ベンジャミン・フランクリン・メダル（Franklin Institute）
- 2009年：Frontiers of Knowledge Award in Climate Change Research(Banco Bilbao Vizcaya Argentaria Foundation)